# チュルボメカ アスピン
チュルボメカ アスピン(Aspin)は1950年代初頭にフランスのチュルボメカ社が開発した小型のターボファンエンジンである。これはギヤードターボファン設計で1952年1月2日にフーガ CM.88 Gemeaux飛行試験機で初飛行した。

## 派生機種
アスピン I
推力200 kg (440 lb)
アスピン II
推力350 kg (770 lb)

## 搭載機
- フーガ CM.88 Gemeaux（英語版）飛行試験用

## 仕様諸元(アスピン I)
一般的特性
- 形式: ギヤードターボファンエンジン
- 全長:
- 直径:
- 乾燥重量:

構成要素
- 圧縮機:

性能
- 推力: 200 kg (441 lb)
- 出力重量比:

出典: Gunston.